# División Especial de Seguridad Halcón
La División de Seguridad Especial Halcón, coloquialmente conocida como «Grupo Halcón», es una división de operaciones especiales de la policía de la Provincia de Buenos Aires, Argentina. Según el resultado de encuestas realizadas respecto al tema sobre fuerzas especiales, el «Grupo Halcón» (La División Especial de seguridad Halcón) es considerada una de las fuerzas especiales de más alto nivel en América.

## Creación
La unidad fue creada en el año 1986 con el nombre de «Grupo de Operaciones Especiales (GOE)», por el entonces comisario Julio César y el oficial principal Claudio Rafael Pereyra, del cual dependía el entrenamiento y capacitación del Grupo, y de los tres primeros jefes de Grupo Mario Caballero (Escalón Alfa), Alejandro Volpe (Escalón Bravo) y oficial Bonfilio (Escalón Charlie), quienes realizaron cursos en el extranjero (SWAT). Tras obtener el bautismo de fuego en el copamiento del cuartel de La Tablada, se renombró a la unidad con el nombre de «Brigada Especial Operativa Halcón (BEOH)» y posteriormente en 1996 como «División Especial de Seguridad Halcón (DESH)». Cabe acotar que en realidad los primeros integrantes ingresaron en el año 1984 y luego de dos años de formación y tras su primer bautismo de fuego en los sucesos de la alcaldía de Mercedes, donde el escalón a cargo del oficial inspector Alejandro Volpe (Esc. Bravo), tras largas horas de negociación logran rescatar a los tres rehenes, todos con vida, siendo bautizados como GOE.
Los miembros del grupo utilizan el brevet de comando del Ejército Argentino con el color azul que identifica a la fuerza policial.[cita requerida] De casi 1700 efectivos que se anotaron para el primer curso de formación, solo 27 lograron el tan ansiado brevet de comando. El primer escudo utilizado por esta unidad especial fue hecho uno por uno pintado a mano, con la figura de la mujer alada de la batalla de samotracia (destinada a conmemorar una batalla naval en que los rodenses vencieron a Antíoco III de Siria) con una leyenda en su pie que rezaba "me atrevo", luego se la cambió por otra que decía "Quien desafía al viento".

## Composición de la Brigada Halcón
La unidad está compuesta por 75 comandos, divididos en equipos tácticos de 15 miembros de élite. Cada grupo está compuesto por dos francotiradores, un médico, un negociador, un experto en explosivos y desactivación, un especialista en comunicación, un experto en inteligencia y computación y ocho miembros de asalto y tácticas.

## Entrenamiento y responsabilidades
Esta brigada, emplea su total entrenamiento en: El disparo, inserción, paracaidismo, explosivos, tiro a distancia, inteligencia, artes marciales y manejo ofensivo, manejo de vehículos y estudios generales, como la matemática, la física, psicología y el saber de otros idiomas. También, cabe destacar su entrenamiento físico.  Entre sus principales responsabilidades se encuentra, garantizar la seguridad de personalidades, la intervención inmediata en casos de toma de rehenes, secuestros extorsivos, secuestros aéreos y secuestros navales donde coordinan acciones con el Grupo Albatros. 

## Equipamiento

### Armamento
La división Halcón en su mayoría, utiliza armas de fabricación extranjera. Aunque también posee armas que se han fabricado bajo licencia en Argentina. Los uniformes y los equipos de protección son de fabricación nacional.
Entre las armas más destacables, se incluyen las siguientes.
| Modelo               | Tipo                   | Calibre    | Origen          |
| -------------------- | ---------------------- | ---------- | --------------- |
| Bersa Thunder 9      | Pistola                | 9x19 mm    | Argentina       |
| Glock 17             | Pistola                | 9x19 mm    | Austria         |
| CZ Scorpion EVO 3 A1 | Subfusil               | 9x19 mm    | República Checa |
| Heckler & Koch MP5   | Subfusil               | 9x19 mm    | Alemania        |
| Uzi                  | Subfusil               | 9x19 mm    | Israel          |
| CZ Bren 2            | Fusil de asalto        | 5,56x45 mm | República Checa |
| SIG Sauer SIG516     | Fusil de asalto        | 5,56x45 mm | Estados Unidos  |
| SIG Sauer SIG556     | Fusil de asalto        | 5,56x45 mm | Estados Unidos  |
| SCAR-L               | Fusil de asalto        | 5,56x45 mm | Bélgica         |
| Heckler & Koch HK33  | Fusil de asalto        | 5,56x45 mm | Alemania        |
| Steyr AUG            | Fusil de asalto        | 5,56x45 mm | Austria         |
| Mossberg 500         | Escopeta               | 12/70      | Estados Unidos  |
| SPAS-12              | Escopeta               | 12/70      | Italia          |
| KAC M110 K3          | Fusil de francotirador | 7,62x51 mm | Estados Unidos  |
| M24 SWS              | Fusil de francotirador | 7,62x51 mm | Estados Unidos  |
| Heckler & Koch MSG90 | Fusil de francotirador | 7,62x51 mm | Alemania        |
| Barrett M82          | Fusil de francotirador | 12,7x99 mm | Estados Unidos  |
| Yarará Halcón        | Cuchillo de combate    | N/A        | Argentina       |

### Vehículos
Depende administrativamente del Ministerio de Seguridad de la provincia de Buenos Aires. Y judicialmente depende del Ministerio Público y del Poder Judicial de la provincia de Buenos Aires.
| Modelo      | Tipo        | Fabricante | Origen    |
| ----------- | ----------- | ---------- | --------- |
| Ram 1500    | Pickup      | Ram Trucks | México    |
| Ford Ranger | Pickup      | Ford       | Argentina |
| Iveco Daily | Furgoneta   | Iveco      | Argentina |
| Yamaha TDM  | Motocicleta | Yamaha     | Japón     |
| MBB Bo 105  | Helicóptero | MBB        | Alemania  |